# Zelmata
Z'lamta (anciennement M'Hamids) est une commune de la wilaya de Mascara en Algérie.

## Histoire
Jusqu'en 1989, la commune de Z'lamta s'appelait M'Hamid.